# Fengcheng (Haiyang)
Fengcheng (chinesisch 鳳城街道 / 凤城街道, Pinyin Fèngchéng Jiēdào) ist ein Straßenviertel der kreisfreien Stadt Haiyang, bezirksfreie Stadt Yantai, an der Südküste der chinesischen Provinz Shandong. Fengcheng hat eine Fläche von 48 km², seine Küstenlinie beträgt 14,5 km. Am 1. November 2010 lebten dort 37.777 Einwohner. Durch die Abtrennung von Gewerbegebieten betrug die Zahl der registrierten Einwohner im Jahr 2022 nur noch rund 19.000. In Fengcheng befindet sich der Ostchinesische Raumfahrthafen mit dem eigentlichen Hafen für Seestarts kleinerer Raketen und einem Industriegebiet im Norden des Straßenviertels.

## Geschichte
Als das der ehemaligen Küstenfestung Dasong unterstehende Gebiet 1735 unter dem Namen „Haiyang“ zum Kreis erhoben wurde, hieß der Amtssitz des Landrats im heutigen Fengcheng einfach „Amtsstadt“ (在城). Später wurde die Siedlung in „Mauerdorf“ (城里) umbenannt. Nach der Befreiung des Kreisgebiets von der japanischen Besatzung durch örtliche Partisanen und Einheiten der Roten Armee unter dem Kommando von Xu Shiyou im September 1942 erhielt der Ort seinen heutigen Namen  – „Phönixstadt“.
Im August 1945 wurde der Sitz der Kreisregierung in das heutige Straßenviertel Dongcun („Ostdorf“) verlegt. Fengcheng wurde im September 1958 in eine Volkskommune (凤城人民公社) umgewandelt. Im Mai 1984 wurde die Volkskommune im Rahmen der Reform- und Öffnungspolitik aufgelöst und in die Großgemeinde Fengcheng (凤城镇) umgewandelt. Im Mai 2003 wurde die Großgemeinde mit Genehmigung der Provinzregierung von Shandong aufgelöst und in ein Straßenviertel des 1996 vom Kreis zur kreisfreien Stadt erhobenen Haiyang umgewandelt.

## Administrative Gliederung
Fengcheng setzt sich aus 28 Verwaltungsdörfern zusammen. Diese sind:
| Dorf Balisunjia (八里孙家村); Dorf Beihegou (北河沟村); Dorf Beiwa (北洼村); Dorf Beizitou (陂子头村); Dorf Dengjia (邓家村); Dorf Dongchigezhuang (东迟格庄村); Dorf Dongwa (东洼村); Dorf Gaojiazhuang (高家庄村); Dorf Jianshe (建设村), Verwaltungssitz des Straßenviertels; Dorf Jujia’an (鞠家庵村); Dorf Jujiazhuang (鞠家庄村); Dorf Laijiawa (来家洼村); Dorf Liwangzhuang (李王庄村); Dorf Liangjia (两甲村); | Dorf Mamingzhuang (马明庄村); Dorf Nanhegou (南河沟村); Dorf Rongjiazhuang (荣家庄村); Dorf Shaoxingzhuang (邵兴庄村); Dorf Songshanjiang (嵩山耩村); Dorf Tangjiawa (唐家洼村); Dorf Tongyi (统一村); Dorf Xichigezhuang (西迟格庄村); Dorf Xiheya (西河崖村); Dorf Xiwa (西洼村); Dorf Xin’an (新安村); Dorf Xiejiaowa (斜角洼村); Dorf Yaoshang (窑上村); Dorf Zhifang (芝芳村). |

## Verkehrsanbindung
Über die in Nord-Süd-Richtung quer durch Fengcheng verlaufende Staatsstraße S210 ist das Straßenviertel und der ihm unterstehende Hafen der Stadt Haiyang mit Yantai und der in Ost-West-Richtung nördlich an Fengcheng vorbeilaufenden Autobahn G1813 von Weihai nach Qingdao verbunden. Vom Dorf Dongwa im Osten des Straßenviertels führt die Provinzautobahn S11 nach Yantai.